# Wiżajny
Wiżajny – wieś w Polsce, w województwie podlaskim, w powiecie suwalskim, na Suwalszczyźnie, siedziba gminy Wiżajny. Dawniej miasto; uzyskały lokację miejską w 1620 roku, zdegradowane w 1870 roku. 

## Położenie
Wiżajny od początków swego istnienia znajdowały się na terenach przygranicznych. Miejscowość położona jest na Pojezierzu Wschodniosuwalskim, na północno-wschodnim krańcu Polski, niedaleko granicy z Litwą i obwodem królewieckim. Wieś leży na przesmyku między jeziorami Wistuć i Wiżajny. We wsi znajduje się kościół oraz stare domy. Przez wieś biegnie droga wojewódzka nr 651.

## Historia
Dawniej na terenach gdzie znajduje się miejscowość rozciągały się bagna należące do puszczy sięgającej aż do jeziora Wisztynieckiego na dzisiejszej granicy Litwy i obwodu królewieckiego. Pierwsi mieszkańcy na tych terenach pojawili się około 11 tysięcy lat temu. Około tysiąca lat przed naszą erą zaczęto uprawiać rośliny i prowadzić chów zwierząt. Już w II wieku przed naszą erą miejscowość pojawiła się na mapie krainy jaćwieskiej. Miejscowość po raz pierwszy wzmiankowana była w roku 1253 jako „Weyze”. Była to przypuszczalnie osada Jaćwingów. W 1549 nad jeziorem założony został przez bojara Piotra Łysego dwór. Piotr Łysy na dworze się nie utrzymał, a jego miejsce zajął Prokop Hryhoriewicz – dworzanin starosty mereckiego. W XII wieku wieś została podbita przez Krzyżaków (podbój zakończył się w roku 1283). Już w XIV wieku we wsi na szlaku kupieckim prowadzącym w stronę Sejn była karczma. W podaniach wymienia się ją jako słynącą z tego, iż w jej menu sztandarowe miejsce zajmowały raki. W 1409 roku miano nimi tu poczęstować króla Jagiełłę. W roku 1413 tereny pojaćwieskie, w tym miasto królewskie w starostwie niegrodowym wiżańskim zostały włączone do powiatu grodzieńskiego w województwie trockim. Było w nim jeszcze w końcu XVIII wieku. W wieku XV na tereny dzisiejszej gminy zaczęli przybywać osadnicy słowiańscy i litewscy. Źródła pisane wymieniają Wiżajny w 1606 jako miasto, choć data otrzymania praw miejskich nie jest znana. W dokumentach parafii Puńsk z 1606 tego roku wspomniano, że „droga wiodła obok miasta Wiżajny". Wiadomo natomiast, że prawo magdeburskie zostało potwierdzone 11 maja 1693 roku i ponownie 14 lutego 1792 roku. W roku 1638 nadane zostały Radziwiłłom. W roku 1766 miejscowość we władanie otrzymała kobieta o nazwisku Strutyńska, a  podczas sejmu warszawskiego w latach 1773–75 w wieloletnią dzierżawę Wiżajny wraz z wsią Bolcie i Żyrwinami oddane zostały Róży Strutyńskiej (z rodziny Platerów).

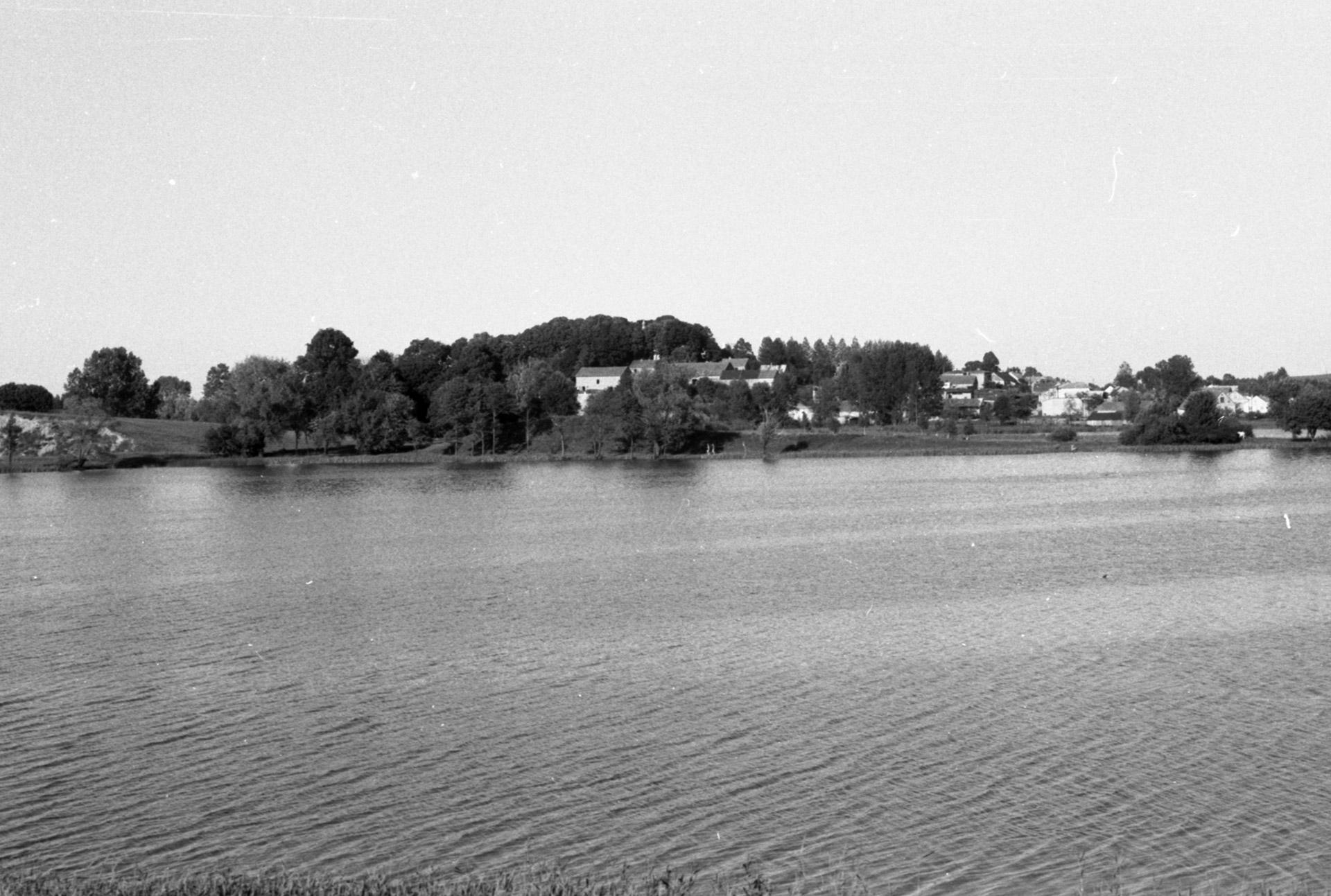
Wiżajny w 1988

Dzięki przygranicznemu położeniu nastąpił szybki i dynamiczny rozwój miasta, jednak zniszczone zostało podczas wojen szwedzkich. Niedługo potem, w 1659 roku, zbudowano nowy kościół, a w 1661 roku założono szkołę. W latach 1824–1831 wzniesiono murowany kościół katolicki (inne źródła mówią o roku 1825). Najlepsze lata dla Wiżajn to XVIII i XIX wiek. W XIX wieku miejscowość wchodziła w skład ekonomii Kadaryszki. W 1870 roku miejscowość utraciła prawa miejskie i została zdegradowana do rangi wsi, ale do czasów dzisiejszych zachował się miejski układ urbanistyczny. W 1893 w XIII tomie Słownika geograficznego Królestwa Polskiego tak pisano o Wiżajnach:

Wiżajny – osada, dawniej miasteczko, nad jeziorem t.n., w pow. suwalskim, gm. i par. Wiżajny, odl. 34 w. [wiorst] od Suwałk na północ a 11 w. od Kalwaryi (...) 175 dm. [domów], 2276 mk. [mieszkańców] (...) w osadzie odbywa się 6 jarmarków (...)

Po odzyskaniu niepodległości w 1918 roku Wiżajny stały się siedzibą władz gminnych.  W 1925 roku otwarto szkołę podstawową w Wiżajnach. W 1935 miały miejsce ostre wystąpienia chłopskie spowodowane głodem i bezrobociem. W czasie II wojny światowej Wiżajny zostały zniszczone w 70 procentach. W 1963 wielki pożar zniszczył część zabytkowej zabudowy, w tym  dworek starościński. W latach 1975–1998 miejscowość administracyjnie należała do województwa suwalskiego, wcześniej – do województwa białostockiego. W Wiżajnach stacjonowała strażnica WOP.

## Etymologia
Nazwa miejscowości wywodzi się prawdopodobnie od litewskiego vežys, oznaczającego raka.

## Zabytki
Do rejestru zabytków Narodowego Instytutu Dziedzictwa wpisane są następujące obiekty:
- układ urbanistyczny (część), 1570–1870 (nr rej.: 440 z 28.11.1985)
- kościół parafialny pw. św. Teresy, 1825 (nr rej.: 506 z 23.06.1986)
- dzwonnica, drewniana, 1862 (nr rej.: 506 z 23.06.1986)
- cmentarz parafialny rzymskokatolicki (nr rej.: 721 z 30.08.1989)
- cmentarz ewangelicki (nr rej.: 677 z 26.08.1989)

## Transport
- Gołdap – Żytkiejmy – Sejny